# Le Lauzet-Ubaye
Le Lauzet-Ubaye är en kommun i departementet Alpes-de-Haute-Provence i regionen Provence-Alpes-Côte d'Azur i sydöstra Frankrike. Kommunen ligger  i kantonen Le Lauzet-Ubaye som ligger i arrondissementet Barcelonnette. År 2022 hade Le Lauzet-Ubaye 212 invånare.

## Befolkningsutveckling
Antalet invånare i kommunen Le Lauzet-Ubaye
Referens: INSEE